# Lapeto

Mapa de la antigua Chipre con sus principales ciudades. Lapeto se encontraba en la costa del norte de la isla.

Lapeto o Lápato (en griego, Λάπαθος, Λάπιθος, Λάπηθος o Λήπηθις) es el nombre de una antigua colonia griega y fenicia de Chipre. Se situaba en la parte norte de la isla, enfrente de la ciudad cilicia de Nágido. Actualmente sus restos están en la República Turca del Norte de Chipre.
Estrabón menciona que había sido fundada por los laconios, dirigidos por Praxandro, aunque en el Periplo de Pseudo-Escílax se la cita como una ciudad habitada por fenicios, al igual que Carpasia y Cerinea.
Se conservan monedas de Lapeto fechadas desde el siglo V a. C. donde figuran inscripciones en escrituras fenicia y griega.